# Karosa ŠM 11
Karosa ŠM 11 — міський автобус, що виготовлявся впродовж 1961—1981 рр. у Чехословаччині, виробником автобусів Karosa (м. Високе Мито).
Літера «Š» у індексі вказує на виробника двигуна Škoda, друга літера — «M» на тип автобуса — міський (чеськ. městský), а числовий індекс «11» вказує на габаритну довжину в 11 м. Існували також міжміська модифікація — SD 11 (чеськ. dálkový) та приміська SL 11 (чеськ. linkový). Зчленований автобус довжиною 16,5 м та пасажиромісткістю 160 людей мав індекс ŠM 16,5. Пасажиромісткість Karosa ŠM 11 — 90 місць, з них 31 сидячі.

## Історія створення та конструкція
Так звана «Š-серія» створювалась на заміну автобусам Škoda 706 RTO, що виготовлялися з 1958 року. Згідно рішення уряду в кінці 50-х зазначалось, що Karosa мали розробити повністю новий автобус великої місткості, який вже не буде модернізацією старої моделі. Новий автобус отримав кузов напівтримальної конструкції, концепцію якого зберегли й після припинення виробництва «Š-серії».
Новий автобус мав нижчий рівень підлоги. Дизельний рядний 6-циліндровий двигун з горизонтальним розміщенням циліндрів розташовувася під підлогою за передньою віссю.
Перший прототип, створений у 1961 року на відміну від попередників мав багато комплектуючих виробництва країн Західної Європи. У 1962—1963 роках створювались інші дослідні зразки, а у 1964 році модель передали на випробування. Серійне ж виробництво розпочалось в кінці 1965 року та продовжувалось до 1981 року, коли так звану «Š-серію» замінила серія «700».
Перший прототип зчленованого автобуса був побудований у 1966 році. У 1968—1969 роках була виготовлена серія з 15 таких автобусів. Однак через невеликі об'єми виробництва на заводах у місті Високе Мито, малий інтерес до моделі з боку транспортного підприємства Праги, економічні причини (зокрема через рішення Ради економічної взаємодопомоги) більше їх не виготовляли, надавши перевагу імпорту угорських автобусів Ikarus-280.
З 16 зчленованих автобусів 4 потрапили у Брно, 4 у Нітру, 1 (прототип) у Пардубиці, один у Табор та один в Усті-над-Лабою. Решту отримала Чехословацька державна транспортна компанія (чеськ. Československá státní automobilová doprava) у Братиславі (1 машину передали в Нітру у 1970-му) та у Брно (4 автобуси). Останній автобус вийшов з експлуації у 1984 році через невиправну поломку. Парадоксально, але це був перший прототип 1966 року визнаний ненадійним.
Передня підвіска — незалежна, безшкворнева, пневматична з гідравлічними телескопічними амортизаторами. Задня підвіска залежна, також пневматична, з ведучим мостом RÁBA A 018.
Протягом виробництва модель вдосконалювалась. Наприклад встановлювалась система централізованого мащення шасі, замість гофрованих бортів застосовували гладкі, покращувалась система обігріву салону та збільшувалась потужність двигуна.
Останній автобус, що експлуатувався у чеських містах Опава та Пльзень зійшов з експлуатації аж у 1994 році.
Міських автобусів було виготовлено близько 9900. Орієнтовно 2000 машин експортували до Албанії, Болгарії, Угорщини, Монголії, Польщі та Румунії.
Загалом міських (ŠM 11), зчленованих (ŠM 16,5), приміських (ŠL 11) та міжміських (ŠD 11) автобусів було виготовлено понад 26 тис.

## Пов'язанні проєкти
У 1964—1970 роках на базі Karosa ŠM 11 було виготовлено 8 тролейбусів Škoda 11Tr (перша спроба уніфікувати тролейбус з автобусом у Чехословаччині). Таку малу кількість тролейбусів виготовли через загальне зниження використання тролейбусів у 60-х. Електрообладнання тролейбусів виготовляло підприємство Škoda Ostrov.
У 1967 році в рамках окремого проєкту був створений прототип Karosa RTO-ŠM 11 з шасі 706RTO та кузовними елементами ŠM, за своїм компонуванням схожий на ЛиАЗ-677.

## Використання у Радянському Союзі
У 1967—1968 роках кілька автобусів експортували до СРСР, для роботи у аеропорті Шереметьєво. Там вони працювали у якості пероних автобусів до 1973 року. В подальшому три з них були передані до аеропорту Ставрополя, де пропрацювали до травня 1979 року, ще три до аеропорту Мінеральних Вод. Станом на літо 2012 року як мінімум один з них знаходився на службовому майданчику аеропорту Ставрополя у якості побутового приміщення.

## Галерея

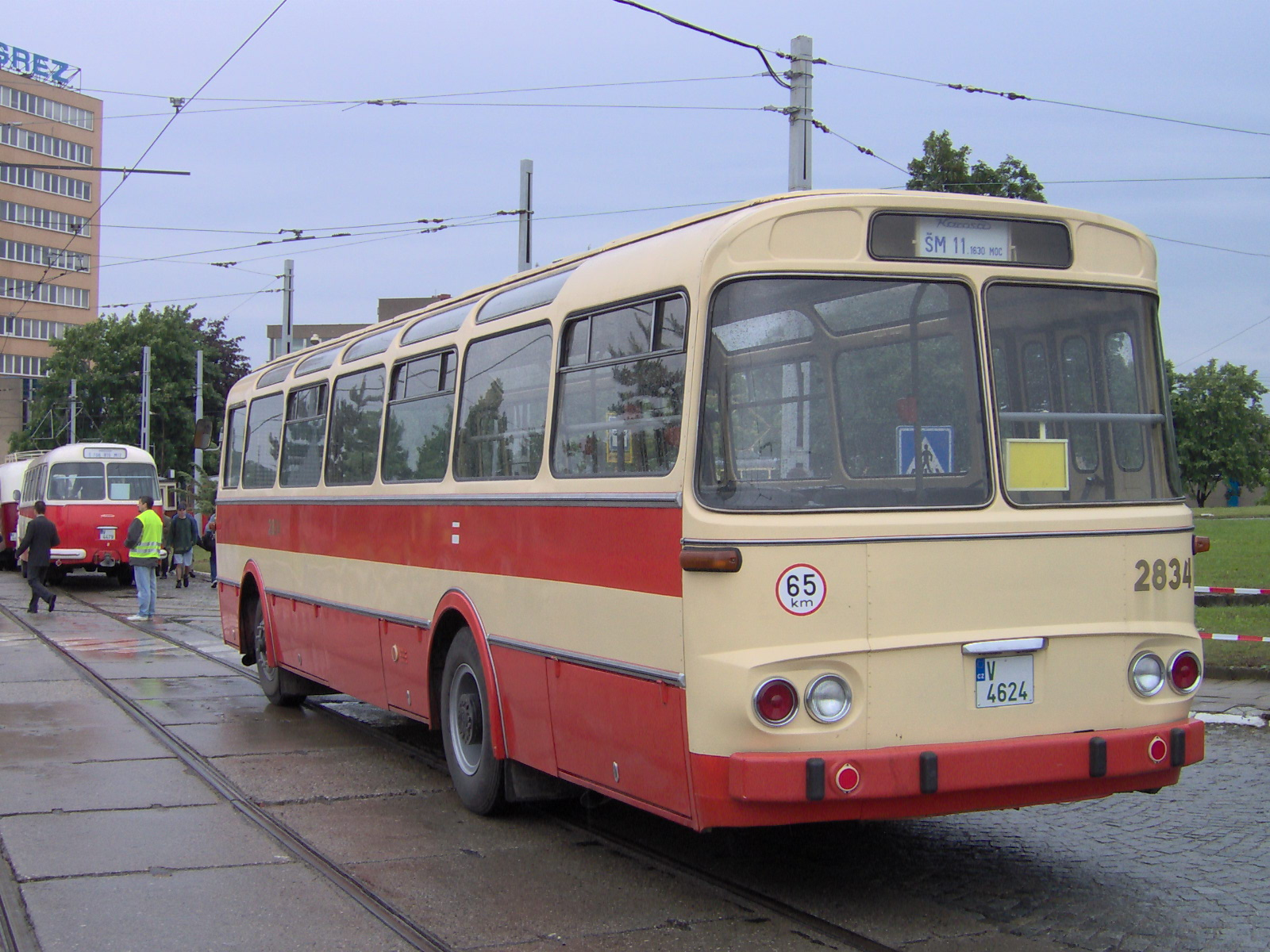
Аналогічно до попередника переднє та заднє скло взаємозамінні
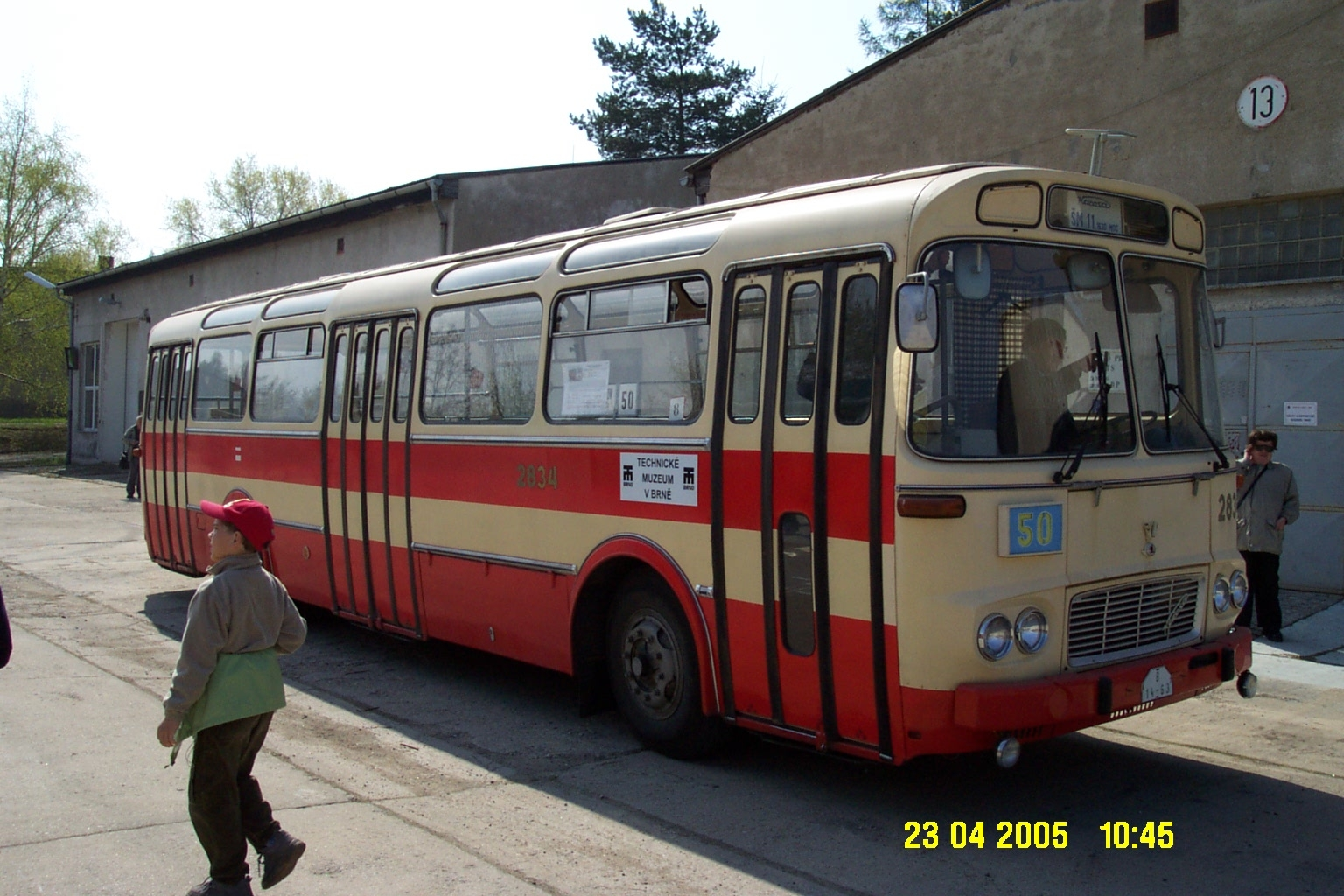
Двері ширмового типу: передні 3-стулкові, інші — 4-стулкові
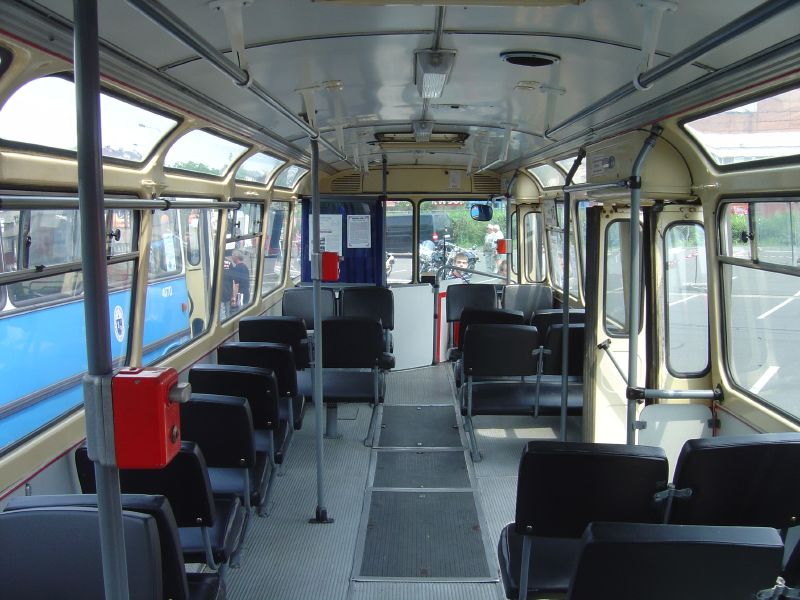
Кабіна водія не відокремлена від салону
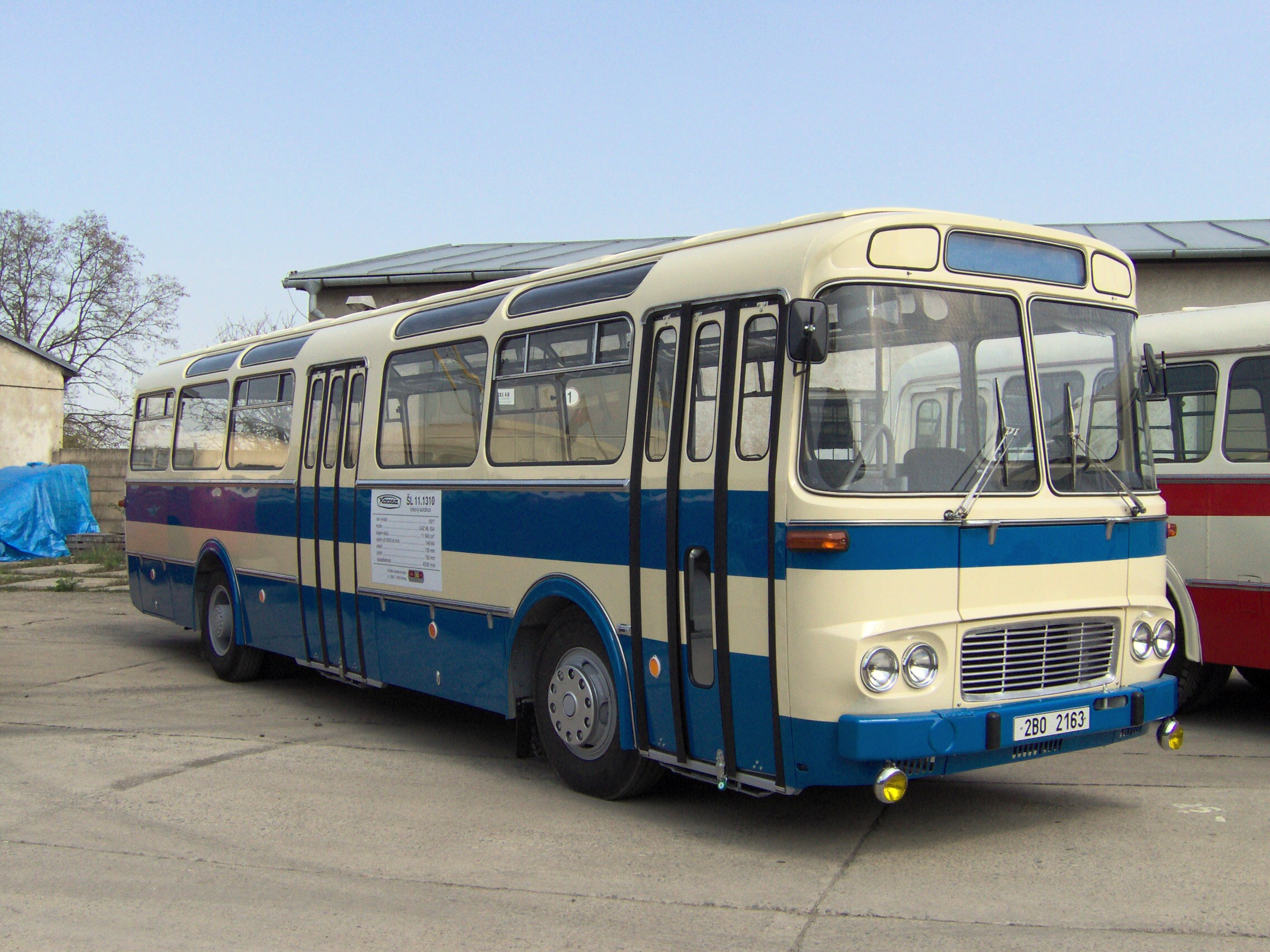
Приміський Karosa ŠL11
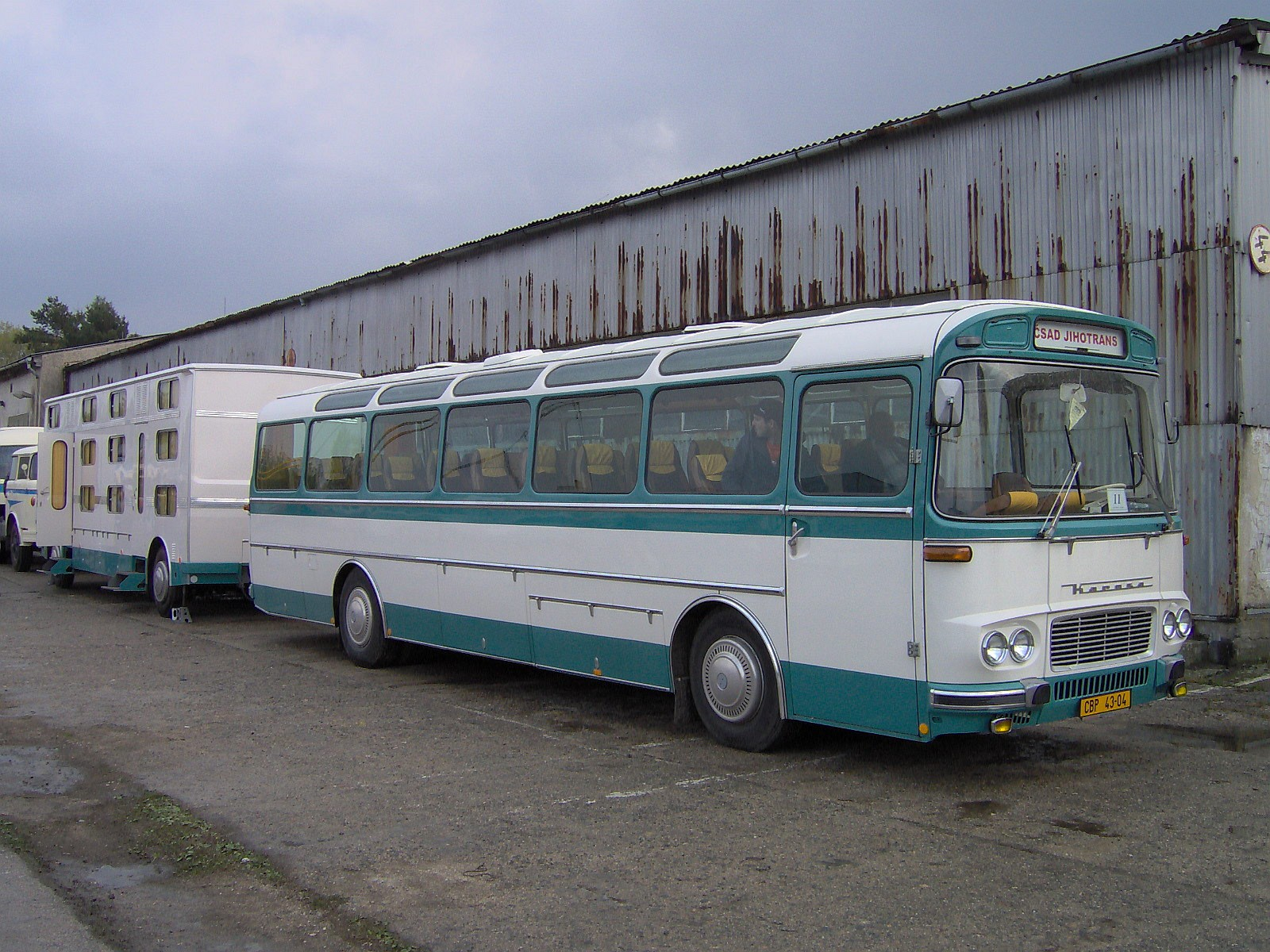
Міжміський Karosa ŠD11
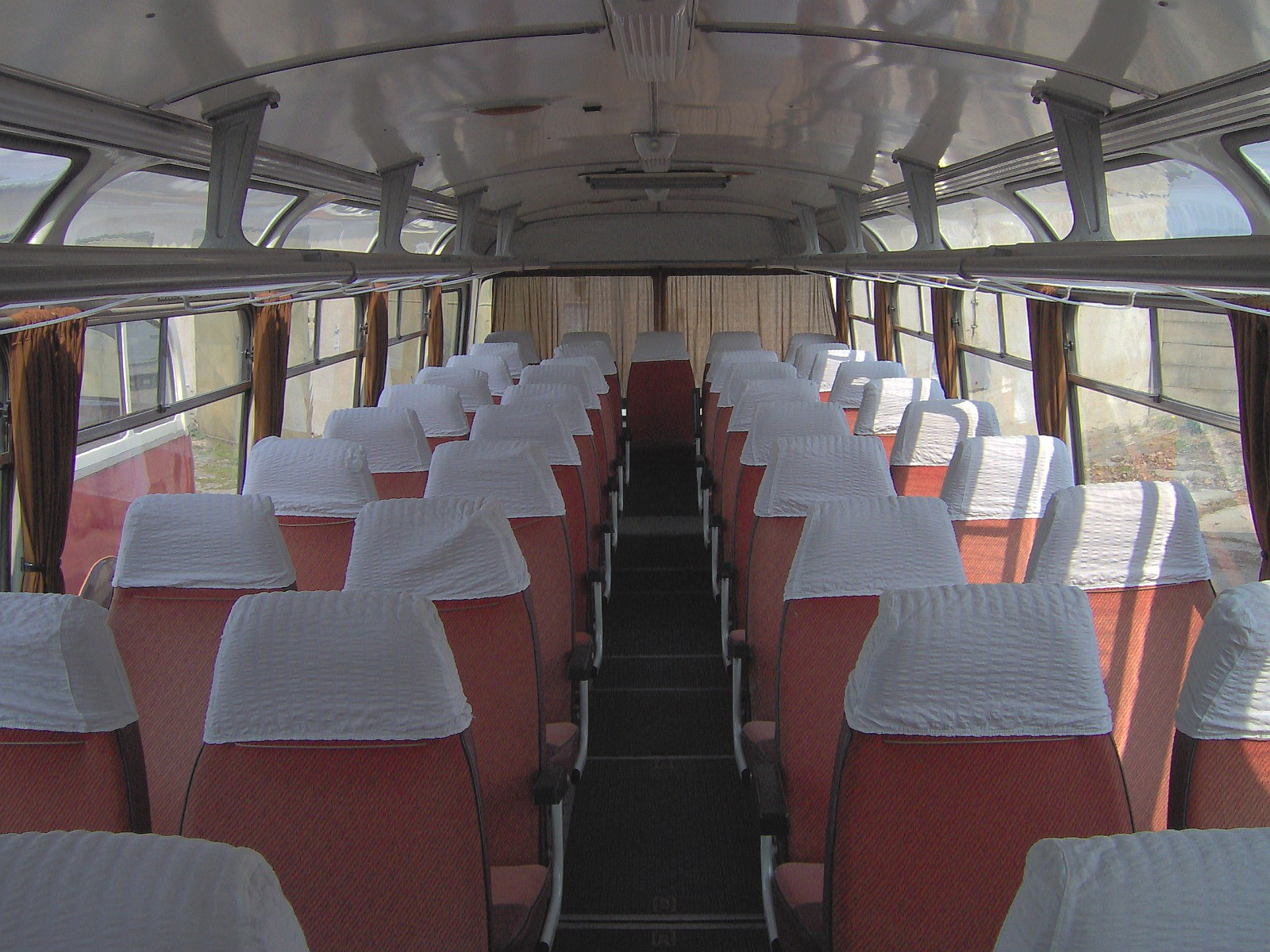
Салон міжміського Karosa ŠD11
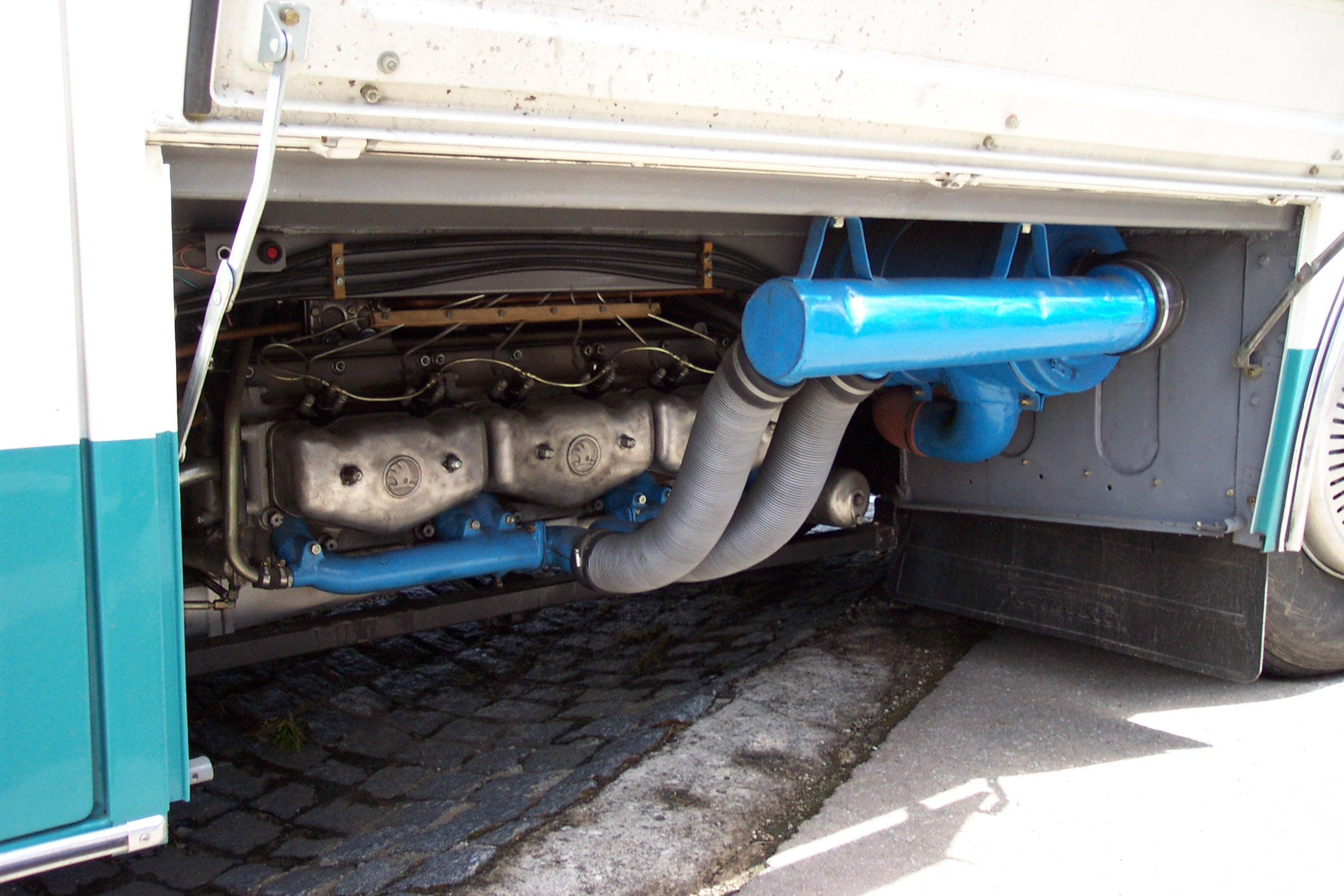
6-циліндровий горизонтальний рядний двигун під підлогою за передньою віссю